# مارلو (نيوهامشير)
مارلو (بالإنجليزية: Marlow, New Hampshire)‏ هي بلدة أمريكية تقع في الولايات المتحدة في Cheshire County. يقدر عدد سكانها بـ 742 نسمة ومساحتها 68.4 كم2 وترتفع عن سطح البحر 354 متر.